# Willy Sprangers

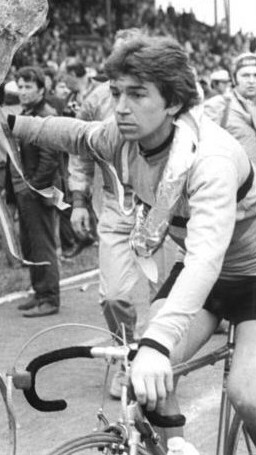
El día de la carrera por el aniversario de Jaocky Hardy (20 de mayo de 1977 en Solokov), que ocupó el primer lugar por delante de Willy Sprangers. Este último depuso a Yuri Zajak en la entrada del estadio.

Willy Sprangers (Merksem, 5 de marzo de 1954) es un ciclista belga que se desempeñó profesionalmente entre 1978 y 1983. Su mayor éxito deportivo lo logró en la Vuelta a España donde en obtuvo una victoria de etapa en la edición de 1982.

## Palmarés
| 1979 - G.P. E5 1982 - 1 etapa en la Vuelta a España |